# Pavel Křížkovský

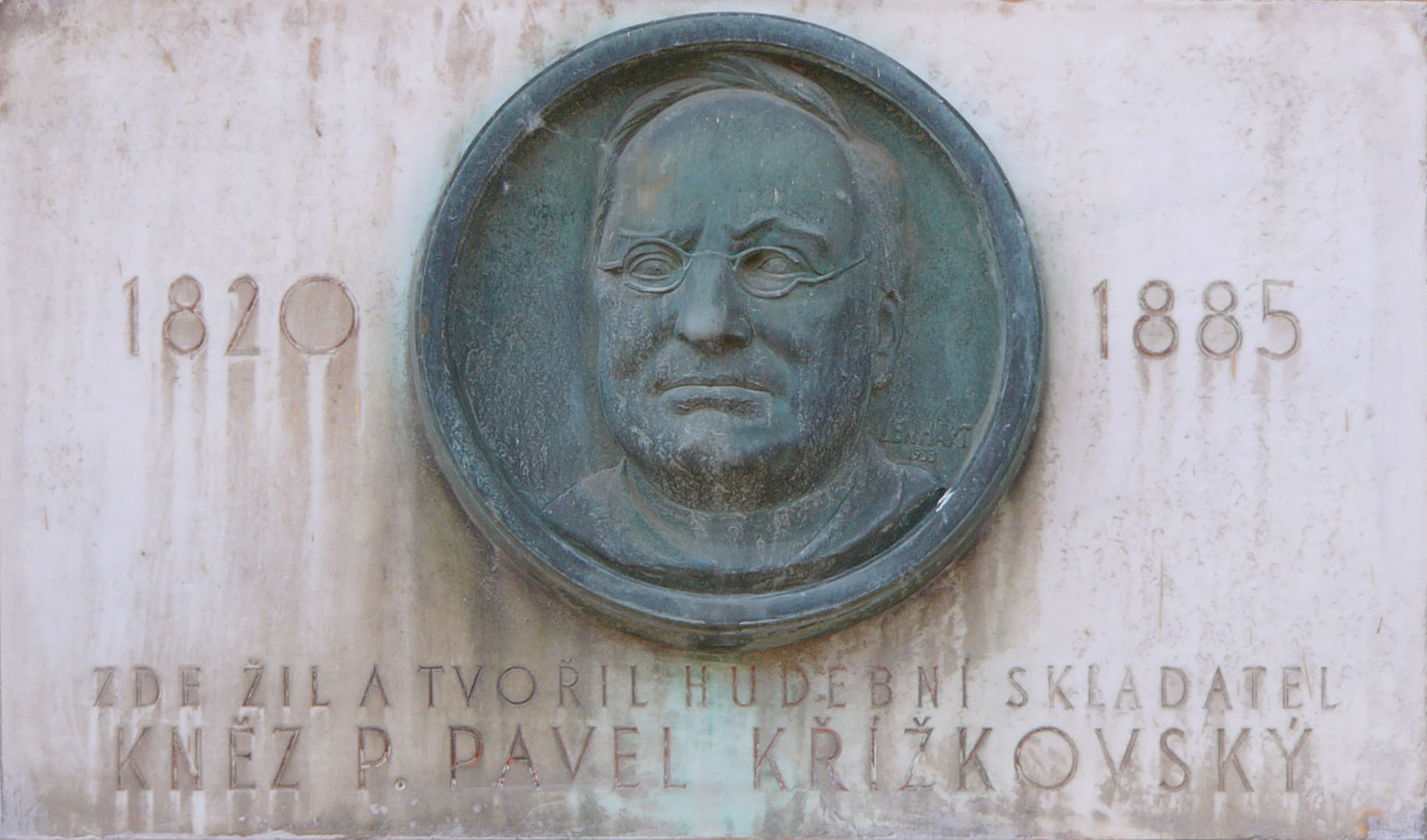
Monumento a Pavel Křížkovský en Olomouc.

Pavel Křížkovský (su nombre aparece a veces germanizado como Karel Krischkowsky; Kreuzendorf (hoy Holasovice), Silesia, 9 de enero de 1820 - Brno, 8 de mayo de 1885) fue un compositor de obras corales y un director de coro checo, precursor del cecilianismo.
De joven perteneció al coro de un monasterio en Opava. Estudió Filosofía en Brno y en Olomouc. En 1845 ingresó en la Orden de San Agustín. Fue nombrado maestro de coro de la Abadía de Santo Tomás de Brno en 1848. Fundó dos coros en Brno, y organizó con regularidad conciertos corales y de música de cámara. Entre sus alumnos de coro se encontró Leoš Janáček. Křížkovský estaba muy interesado en la cultura eslava y a menudo interpretaba obras poco conocidas de compositores moravos y checos. Llegó a ser director del coro de la catedral de Olomouc hasta su jubilación, en 1877.

## Obra
La mayor parte de la obra de Křížkovský consiste en arreglos de obras folclóricas y obras sacras. Su composición más conocida es la cantata Santos Cirilo y Metodio.